# Ramnosa
La ramnosa es un monosacárido de seis carbonos que pertenece al grupo de las metilpentosas y de las desoxihexosas. La forma que se encuentra en la naturaleza es la L-ramnosa (6-desoxi-L-manosa), siendo extremadamente raro encontrar formas D. Su nombre proviene de la planta de la cual se aisló por primera vez, la especie Rhamnus frangula, aunque también puede obtenerse a partir de la especie Toxicodendron vernix (zumaque venenoso) o encontrarse en forma de glicósido en otras plantas. 
Además, puede encontrarse en diversas sustancias biológicas como los polímeros de pectina, característicos de las paredes vegetales, y en la pared de ciertos microorganismos, como las micobacterias, que incluyen a los microorganismos causantes de la tuberculosis.